# Cécile Laborde
Cécile Laborde est professeure de théorie politique à l'Université d'Oxford. Depuis 2017, elle occupe la chaire Nuffield de théorie politique et en 2013, elle est élue membre de la British Academy. Ses recherches portent sur le républicanisme, le libéralisme et la religion, les théories du droit, de l'État et de la justice. Son livre le plus récent, Liberalism's Religion, a été publié par Harvard University Press en 2017.

## Biographie
Elle est née en France. De 1989 à 1992, elle étudie à Sciences Po Bordeaux. Elle obtient un diplôme en sciences politiques et déménage en Angleterre pour étudier la politique européenne à l'Université de Hull, où elle obtient une maîtrise en 1993, avant d'étudier à l'Université d'Oxford en tant que boursière Rhodes. Elle y obtient un doctorat en science politique en 1997. Elle était membre du Collège Saint-Antoine. Le titre de sa thèse de doctorat est « États, groupes et individus. Le pluralisme dans la pensée politique britannique et française ».
Elle occupe des postes à l'Université d'Exeter, au King's College de Londres et à l'University College London (UCL), notamment en tant que professeur de théorie politique à la School of Public Policy de l'UCL de 2009 à 2017.  De 2010 à 2011, elle est boursière à l'Institute of Advanced Study de Princeton. De 2012 à 2016, elle est chercheuse principale d'un projet du Conseil européen de la recherche (ERC) intitulé « Is religion special ? Laïcité et religion dans la théorie juridique et politique contemporaine ».  Depuis 2017, elle est titulaire de la chaire Nuffield en théorie politique à l'Université d'Oxford. 

## Distinctions
Elle est élue Fellow de la British Academy en 2013. 

## Publications
- Cécile Laborde, La Confrérie Layenne et les Lébou du Sénégal, Institut d'études politiques de Bordeaux, 1995 (ISBN 9782908065305)
- Cécile Laborde, Pluralist Thought and the State in Britain and France, 1900-25, Macmillan, 2000 (ISBN 9780333732021)
- Cécile Laborde, Critical Republicanism: The Hijab Conspiracy and Political Philosophy, Oxford University Press, 2008 (ISBN 9780199550210)[5]
- Republicanism and Political Theory, John Wiley & Sons, 2008 (ISBN 9781405155793)
- Cécile Laborde, Français, encore un effort pour être républicains!, Le Seuil, 2010 (ISBN 9782021018714)[6]
- Religion, Secularism, and Constitutional Democracy, Columbia University Press, 2015 (ISBN 9780231540735)
- Cécile Laborde, Liberalism's Religion, Harvard University Press, 2017 (ISBN 978-0674976269)[7]